# El Empedrado (Lara)
El Empedrado: Es una población del estado de Lara, ubicada en el Municipio Torres, y es la Capital de {Parroquia Manuel Morillo}. Debe su nombre a sus calles que fueron originalmente todas construidas en piedras. El pueblo fue fundado a orillas de un camino a través del cual se realizaba el comercio entre los estados Lara, Trujillo y Falcón. Originalmente lo que es hoy El Empedrado fue una hacienda donde se refugiaban los perseguidos por la "Justicia" de las dictaduras del país. Por su producción agrícola fue llamado "El Granero del Estado Lara". Queda ubicado entre los Estados Lara y Trujillo; en la carretera Panamericana.

## Actualidad
Actualmente en El Empedrado:
En lo Social:
*Cuenta con una serie de bodegas en las cuales se podrían totalizar 9 de ellas. 
*Tiene 2 Canchas Deportivas. 
*Se hallan 5 Bares.
*Existen 2 Plazas.
En lo Económico:
*La Agricultura cuenta como una de las más importantes actividades económicas.
*La Ganadería es una de las actividades secundarias.
*Tiene 3 Queseras: "San Luis"; "Lácteos San Luis" y "Santa Bárbara". Ellas se encargan de exportar Queso a distintas ciudades como Barquisimeto y Caracas.
En lo Religioso:
*Cuenta con 2 Capillas; una de ellas en el Sector "El Alto", la otra en el Sector "Calle Abajo" y la Iglesia Principal "San Miguel Arcángel".
*La Parroquia forma parte de La Diócesis de Carora.
En lo Político:
*Cuenta con una "Jefatura Civil".
*Distintos Consejos Comunales.
*Jefes (as) de calles; encargadas de la distribución de Los CLAP y beneficios para la población.
En lo Cultural:
*Tiene una casa de La Cultura perteneciente al Liceo.
*Algunas veces se realizan Bailes Típicos en las Fiestas realizadas en la comunidad.
*Además los circuitos académicos como las Escuelas y el Liceo realizan actividades folklóricas y culturales.

## Descripción
-Clima: En verano es seco; en época de invierno hay precipitaciones que permiten la actividad de la Agricultura.
-Paisaje: El pueblo está rodeado de manantiales: Copeicitos, El Higuerón, Aguas Vivas, Las Minitas, Vía El Cementerio; sector Cruz Verde, El Pozo donde Irene, Los Chorritos, Las Casas Viejas, El Paraguito, La Piedra y Un pozo ubicado en la Manga al principio del pueblo; todos ellos en zonas boscosas.
-Monumentos: Petroglifos de San Isidro, realizados por los cuicas. Además de contar con dos estatuillas cada una de ellas en las dos plazas del pueblo; una en La Plaza Principal en honor al Libertador "Simón Bolívar". La otra en una pequeña Placita al principio del pueblo dedicada al honorable "Dr. Josè Gregorio Hernàndez".
-Fiestas: A inicios del mes de junio se realizan en el Sector Calle Abajo las festividades de "San Antonio De Padua". Finalizando el mes de septiembre se realizan las Fiestas Patronales en honor a "San Miguel Arcángel", patrón de la ciudad. En el sector El Alto no pasan por alto las misas en honor a "San Isidro Labrador"; El santo de los Agricultores de la Región.
-Educación: Actualmente cuenta con dos escuelas, la primera ubicada en el sector de "El Alto" , la segunda es la "Emma Silveira"; ubicada en la "Calle Principal", también cuenta con un liceo llamado "Dr. Baudilio Lara".

## Sectores
>Hato Gogo.
>El Alto.
>Cachimbal.
>Cruz Verde.
>El Centro.
>Bolívar.
>Calle Abajo.
>La Manga.
" El Higueron"

## Patrimonio
- Quebrada de los Reyes.
- Petroglifos de San Isidro.
- Iglesia de San Miguel Arcángel.
- Procesiones y Viacrucis en Semana Santa.
- Fiestas en honor a San Antonio de Padua (Sector Calle Abajo).
- Fiestas en honor a San Isidro (Sector El Alto).
- Fiestas en honor a "San Miguel Arcángel"; El Santo Patrono de El Empedrado.

## Recomendaciones
ºPosee un clima agradable, más que todo en la época Decembrina donde se desata un frío intenso en la población.
ºEl gentilicio es agradable y acogedor en lo que respecta a los turistas que visiten la región.
ºSus paisajes naturales te conectan con una gran diversidad de Plantas y Animales característicos del lugar en cuestión.
ºLas fiestas se realizan principalmente en diciembre; además de realizar el popular "Dia De Los Locos" celebrado el 6 de enero de cada año popularmente conocido como el "Dia De Reyes". Cabe destacar, que una que otra vez realizan fiestas nocturnas pero son con el fin de recaudar fondos para algún problema de gran importancia que conmocione a la población.
ºLa estadía en este lugar sufre algunos problemas, ya que no posee grandes posadas y cuentan con bajos recursos económicos.